# Litre
|  | Aquest article tracta sobre la unitat de mesura. Si cerqueu la planta, vegeu «salicària». |

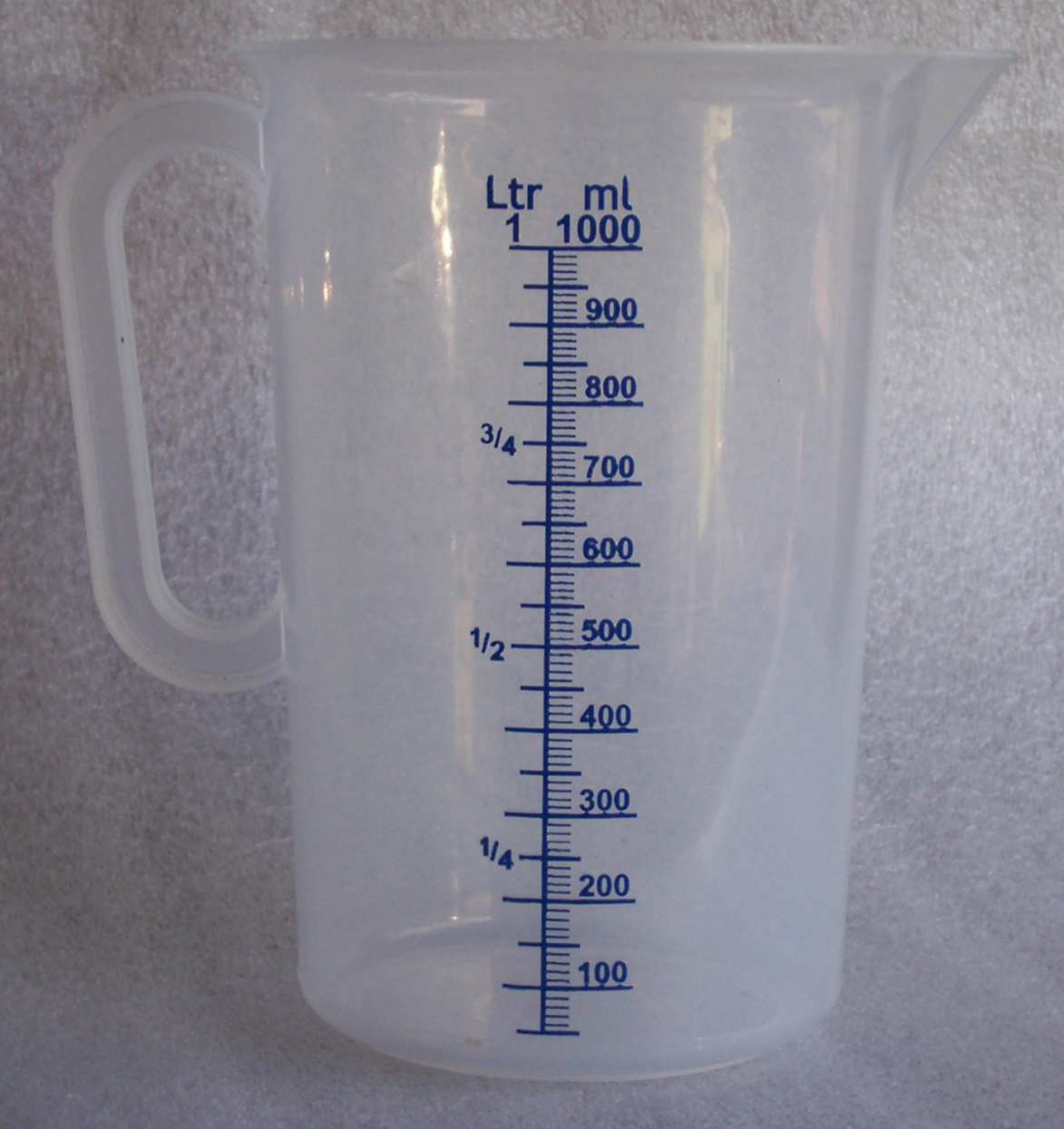
Un recipient amb indicacions del volum de líquid contingut, fins a 1 litre.

Proveta de laboratori que mesura fins a un litre.

El litre de símbol l o bé L, lletra ela en minúscula o en majúscula, és des del 1964 un nom especial per al decímetre cúbic (dm³) segons decisió presa a la 12a Conferència General de Pesos i Mesures (CGPM). La unitat de volum del Sistema Internacional d'Unitats (SI) és el metre cúbic (m³), el litre equival a una mil·lèsima de metre cúbic. El símbol L va ser adoptat el 1979 a la 16a Conferència General de Pesos i Mesures i és recomanat per tal d'evitar confusions amb la xifra 1.
Tot i que no és una unitat de mesura del Sistema Internacional, el SI n'accepta l'ús tot i que recomana la utilització de les unitats del SI, i és una unitat molt usada en la vida diària, però no es recomana la seva utilització en el camp de ciència.
D'aquesta manera, tot i no recomanar-se l'ús del litre ni pertànyer al SI, pot fer-se servir juntament amb unitats del SI, tal com es fa en l'actualitat amb unitats com l'hora o el dia.
L'etimologia de la unitat deriva d'una antiga unitat de volum francesa, el litron, a través de la unitat Medieval litra (en llatí). Aquest últim nom prové al mateix temps d'una unitat grega d'aproximadament 16 unces. El sistema mètric francès prengué el litre com a unitat bàsica, en la creació d'un sistema propi de mesures.

## Història

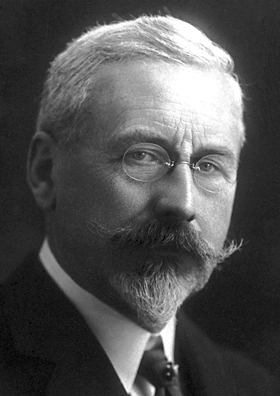
Charles Édouard Guillaume, físic que donà resultats sobre el volum del litre segons la definició basada en l'aigua. Fou el director de l'Oficina Internacional de Pesos i Mesures des de 1915.

L'origen del litre es troba a la unificació de mesures propulsada durant la Revolució Francesa per l'Assemblea Constituent del 1791 per fer front a la diversitat de mesures que llavors havhi havial litre apareix per primera vegada com a mesura de la capacitat a la llei del 18 germinal de l'any 3 (7 d'abril del 1795) definit en funció del metre, el litre va ser definit com “la mesura de volum, tant per a líquids com per a sòlids, d'un cub amb una aresta igual a una dècima part d'un metre”.
El 1879 el Comitè Internacional de Pesos i Mesures va adoptar el litre i la seva abreviatura l minúscula El 1901 la tercera Conferència General de Pesos i Mesures va definir el litre com “el volum ocupat per la massa d'un quilogram d'aigua pura a la seva màxima densitat i sota la pressió atmosfèrica normal”, això voldria dir: aigua pura a 1 atm i una temperatura lleugerament per damunt de 3,98 °C. El litre era, segons aquesta definició equivalent a 1.000028 dm³ (inicialment 1.000027 dm³), acceptant d'aquesta manera la discrepància amb el centímetre cúbic detectada segons la definició.
Més tard es va especificar 4 °C com el punt de referència de la densitat de l'aigua per tal de denotar un litre, amb una densitat de l'aigua pura lleugerament inferior a 1,0000 kg/litre.
Un dels investigadors que va comprovar les desviacions de la mesura del litre en aquests canvis fou el físic Charles Édouard Guillaume,
que el 1904 va comprovar experimentalment que la densitat de l'aigua a 4 °C era de 1.000028 dm³.
Finalment, a causa de la complexa definició del litre, el 1964 es va recuperar la definició de 1793, a la 12a CGPM en haver-se constatat el 1960 que hi havia una diferència de 28 milionèsimes respecte del decímetre cúbic, el litre va passar a ser només un nom especial per al decímetre cúbic.
El 1979 a la 16a CGPM es va decidir la utilització tant de la l minúscula com la L majúscula per evitar confusions entre la l i el nombre 1 o amb la lletra "i" majúscula, amb la indicació que en un futur només hauria de restar un dels dos símbols. Tanmateix, la dualitat encara persisteix.
Abans de 1979, el símbol ℓ (U+2113), esdevingué familiar en alguns països; per exemple, era recomanat per la publicació M33 de la South African Bureau of Standards. Aquest símbol pot trobar-se encara en alguns països de parla anglesa i el seu ús encara és acceptat al Japó i a Corea del Sud. Les fonts que cobreixen els caràcters CJK normalment no només inclouen la ela minúscula, de manera addicional s'hi inclouen quatre caràcters pre-compostos: ㎕, ㎖, ㎗, i ㎘ (del U+3395 al U+3398) per tal de denotar microlitre, mil·lilitre, decilitre i kilolitre respectivament. Alguns països (com el Canadà recomanaven utilitzar la minúscula ℓ sempre que fos possible o per defecte (sempre que no hi hagi confusió possible amb el numeral 1). En l'actualitat aquest símbol no es fa servir en la majoria de països i mai no fou reconegut per la CGPM ni per l'Organització Internacional per a l'Estandardització (ISO).
La 16a Conferència General de Pesos i Mesures, feu possible l'ús dels dos símbols per tal d'expressar aquesta unitat de mesura. La L majúscula és la que s'utilitza en la pràctica, deixant relegada la ℓ minúscula als puristes (fàcil de distingir entre la xifra 1). En l'actualitat no hi ha raó tècnica veritable per aquesta excepció a la nomenclatura dels sistemes de mesures, perquè els sistemes d'escriptura informàtics de l'actualitat fan possible la utilització de sistemes de codificació més distingibles.
El 1990, la mateixa Oficina de Pesos i Mesures va considerar prematur eliminar un dels dos símbols.

## Múltiples

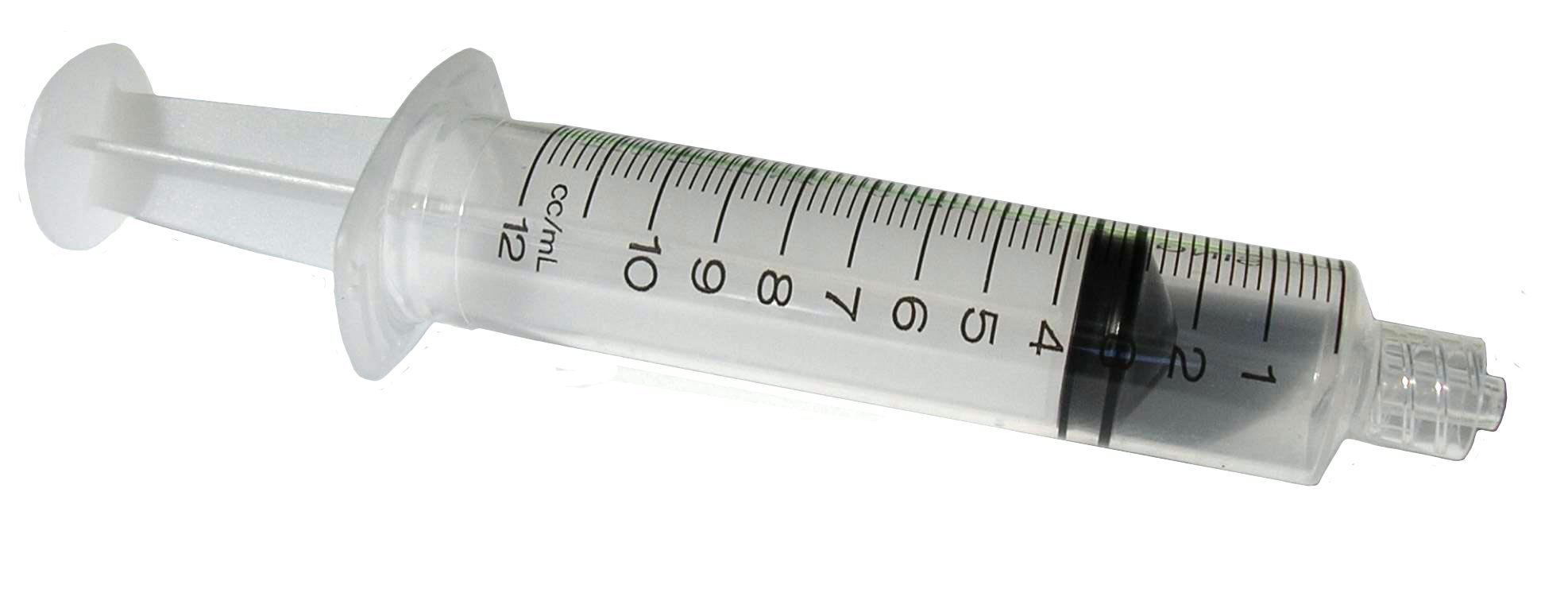
Xeringa amb interlínia de mesura en ml, un dels submúltiples més utilitzats.

Al litre se li apliquen els prefixos del Sistema Internacional d'Unitats, el més utilitzat és el mil·lilitre que equival a una mil·lèsima part d'un litre. A la taula següent es troben els múltiples i submúltiples amb els seus equivalents en volum. Es pot veure que els múltiples i submúltiples de litre augmenten o disminueixen respectivament, en un ordre de magnitud en base deu. Notar que els més utilitzats s'han marcat en negreta.
| Múltiple | Nom        | Símbols | Símbols | Volum equivalent | Volum equivalent              |         | Multiple    | Nom | Símbols | Símbols | Volum equivalent              | Volum equivalent |
| 100 L    | litre      | l       | L       | dm³              | decímetre cúbic               |         |             |     |         |         |                               |                  |
| 10¹ L    | decalitre  | dal     | daL     |                  |                               | 10–1 L  | decilitre   | dl  | dL      |         |                               |                  |
| 10² L    | hectolitre | hl      | hL      |                  |                               | 10–2 L  | centilitre  | cl  | cL      |         |                               |                  |
| 10³ L    | quilolitre | kl      | kL      | m³               | metre cúbic                   | 10–3 L  | mil·lilitre | ml  | mL      | cm³     | centímetre cúbic (cc)         |                  |
| 10⁶ L    | megalitre  | Ml      | ML      | dam³             | decàmetre cúbic               | 10–6 L  | microlitre  | µl  | µL      | mm³     | mil·límetre cúbic             |                  |
| 10⁹ L    | gigalitre  | Gl      | GL      | hm³              | hectòmetre cúbic              | 10–9 L  | nanolitre   | nl  | nL      | 10⁶ µm³ | 1 milió de micròmetres cúbics |                  |
| 1012 L   | teralitre  | Tl      | TL      | km³              | quilòmetre cúbic              | 10–12 L | picolitre   | pl  | pL      | 10³ µm³ | 1 miler de micròmetres cúbics |                  |
| 1015 L   | petalitre  | Pl      | PL      | 10³ km³          | 1 miler de quilòmetres cúbics | 10–15 L | femtolitre  | fl  | fL      | µm³     | micròmetre cúbic              |                  |
| 1018 L   | exalitre   | El      | EL      | 10⁶ km³          | 1 milió de quilòmetres cúbics | 10–18 L | attolitre   | al  | aL      | 10⁶ nm³ | 1 milió de nanòmetres cúbics  |                  |
| 1021 L   | zettalitre | Zl      | ZL      | Mm³              | megàmetre cúbic               | 10–21 L | zeptolitre  | zl  | zL      | 10³ nm³ | 1 miler de nanòmetres cúbics  |                  |
| 1024 L   | yottalitre | Yl      | YL      | 10³ Mm³          | 1 miler de megàmetres cúbics  | 10–24 L | yoctolitre  | yl  | yL      | nm³     | nanòmetre cúbic               |                  |

### Microlitre
El microlitre és la unitat de volum equivalent a la milionèsima part d'un litre, representada pel símbol μl. També equival a 1 mil·límetre cúbic.
- 1 μl = 10-6 L = 1 mm³

### Mil·lilitre

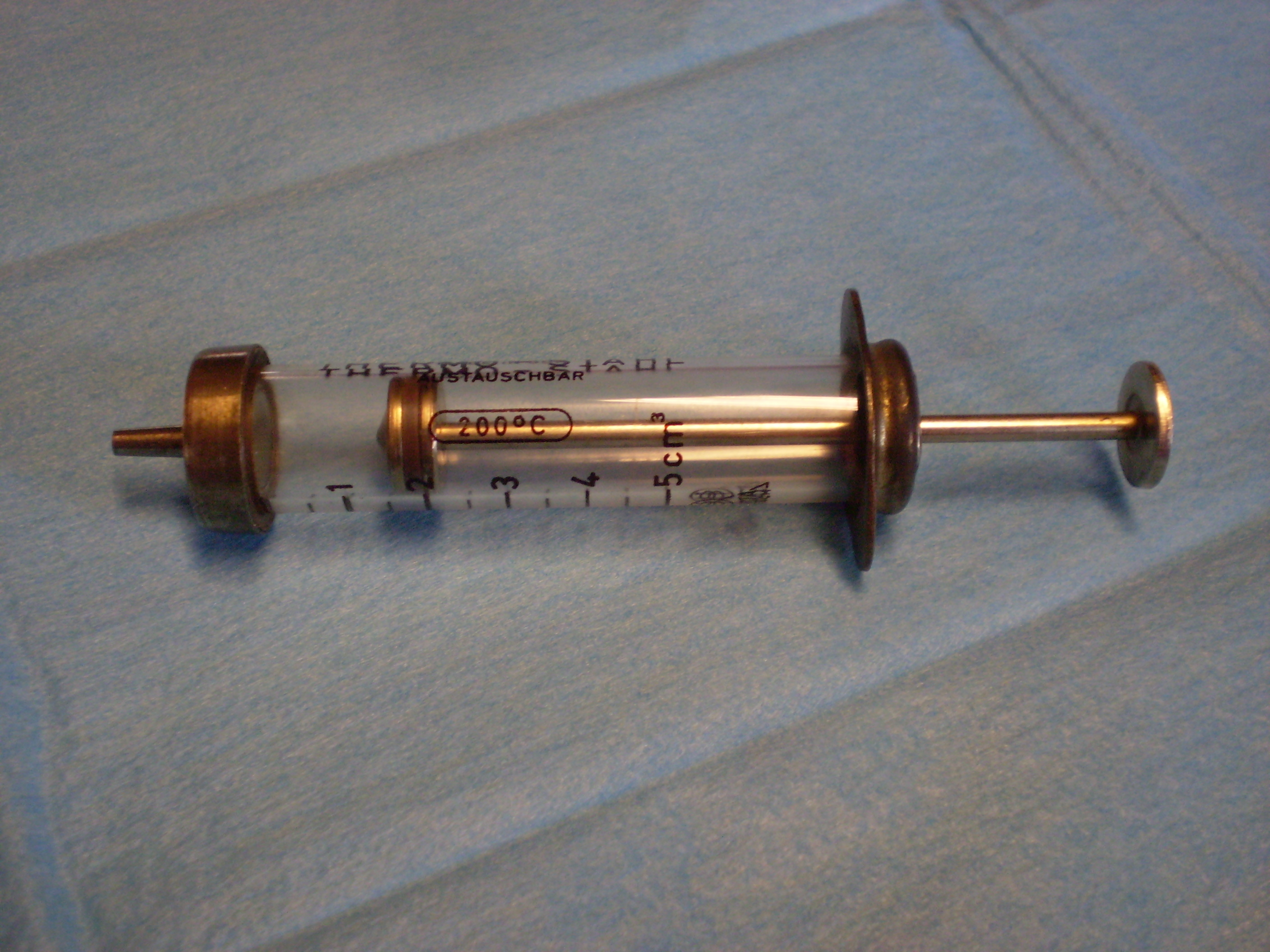
Dosificador marcat en cm³

El mil·lilitre de símbol ml o, cosa que és el mateix, un centímetre cúbic de símbol cm³ és una unitat per al volum, que equival a una milionèsima de metre cúbic. És el volum ocupat per un cub que té les arestes d'un centímetre. A vegades també s'abrevia (incorrectament) cc (sobretot en contexts automobilístics) i fins i tot ccm.
Tot i que no és una unitat de mesura del Sistema Internacional, és una unitat molt usada en ciència. La unitat de mesura del volum en el SI és el metre cúbic (m³). És la unitat base de volum en l'antic sistema de mesures CGS.
- 1 ml = 1 cm³ = 0,1 cl = 0,01 dl = 0,001 litres = 0,000 001 m³

### Centilitre
El centilitre (abreviat cL) és el segon submúltiple de litre. Es tracta d'un ordre de magnitud que s'ha fet servir, en alguns casos, per mesurar petits consums, com els consums d'aigua en cas de fuites o bé el consum de combustible en alguns vehicles,
tot i que la seva utilització depèn de l'ordre de magnitud de les quantitats volumètriques que es descriuen.

### Decilitre
El decilitre (abreviat dL) és el primer submúltiple de litre. En aquesta unitat se solen expressar algunes taxes de contingut de substàncies en anàlisis mèdiques, donant els resultats en quantitats per decilitre de sang.

### Decalitre
El decalitre (abreviat daL) és una unitat de mesura pels líquids que equival a deu litres, no és gaire utilitzat en la vida quotidiana.

### Hectolitre

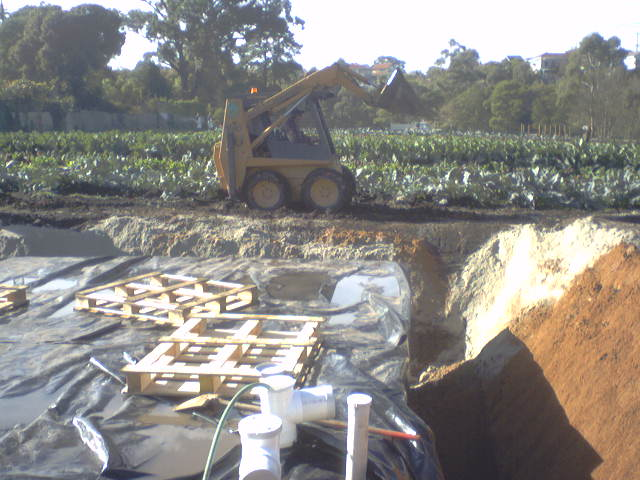
Construcció d'un tanc d'aigua de 100 qL per recollir aigua dels terrats de les cases i aprofitar-la en jardineria.

L'Hectolitre (abreviat hL) és una unitat de mesura per als líquids que equival a cent litres, és una important. S'utilitza habitualment en la indústria de begudes.

### Quilolitre
El quilolitre (abreviat kL) és una unitat de mesura pels líquids que equival a mil litres. És una mesura còmoda per a mesurar grans quantitats de líquid. S'usa per a mesurar o donar resultats en aigua en grans quantitats com ara basses, pantans o simplement dipòsits d'aigua. També es poden fer servir per a mesurar grans extensions d'aigua com ara mars, llacs i oceans.

## Conversions no mètriques
L'adopció del Sistema Internacional de mesures, ha fet obsoletes moltes de les anteriors unitats de mesura de volums. En quedar en un estatus d'acceptació per part de la CGPM, en considerar-se l'equivalent al decímetre cúbic, a l'hora de traçar les antigues mesures sol prendre's el litre com a base. Als següents apartats i taules es troben algunes equivalències d'unitats.

### Sistema Convencional Estatunidenc
| Unitat mètrica | Valor aproximat | Unitat no mètrica        | Sistema  | Unitat no-mètrica          | Equivalent mètric  |
| -------------- | --------------- | ------------------------ | -------- | -------------------------- | ------------------ |
| 1 L            | ≈ 0,87987699    | quart                    | Imperial | 1 quart                    | ≡ 1,1365225 L      |
| 1 L            | ≈ 1,056688      | quart fluid              | U.S.     | 1 quart fluid              | ≡ 0,946352946 L    |
| 1 L            | ≈ 1,75975326    | pinta                    | Imperial | 1 pinta                    | ≡ 0,56826125 L     |
| 1 L            | ≈ 2,11337641    | pintes fluides           | U.S.     | 1 pinta fluida             | ≡ 0,473176473 L    |
| 1 L            | ≈ 0,2641720523  | galó líquid              | U.S.     | 1 galó líquid              | ≡ 3,785411784 L    |
| 1 L            | ≈ 0,21997       | galó                     | Imperial | 1 galó                     | ≡ 4,54609 L        |
| 1 L            | ≈ 0,0353146667  | peu cúbic                |          | 1 peu cúbic                | ≡ 28,316846592 L   |
| 1 L            | ≈ 61,0237441    | polzada cúbica           |          | 1 polzada cúbica           | ≡ 0,01638706 L     |
| 1 L            | ≈ 33,8140       | unça fluida convencional | U.S.     | 1 unça fluida convencional | ≡ 29,5735295625 mL |
| 1 L            | ≈ 35,1950       | unça fluida              | Imperial | 1 unça fluida              | ≡ 28,4130625 mL    |

### Relació amb ellitron
El litron és una antiga unitat francesa de volum, que es feia servir per mesurar àrids. D'aquesta unitat es deriva etimològicament el nom del litre. El volum d'un litron és equivalent a 0,813 l.

### Relació amb elcuartillo
Un litre també és equivalent a 1,984 cuartillos de líquid, unitat mesura castellana, per la qual s'estengué l'ús a Castella del cuartillo per denotar la mesura de mig litre. En mesures d'àrids, el litre és equivalent a 0,865 parts de cuartillo o bé a la quantitat d'àrids o de líquids que caben en aquesta mesura.

## L majúscula i l minúscula

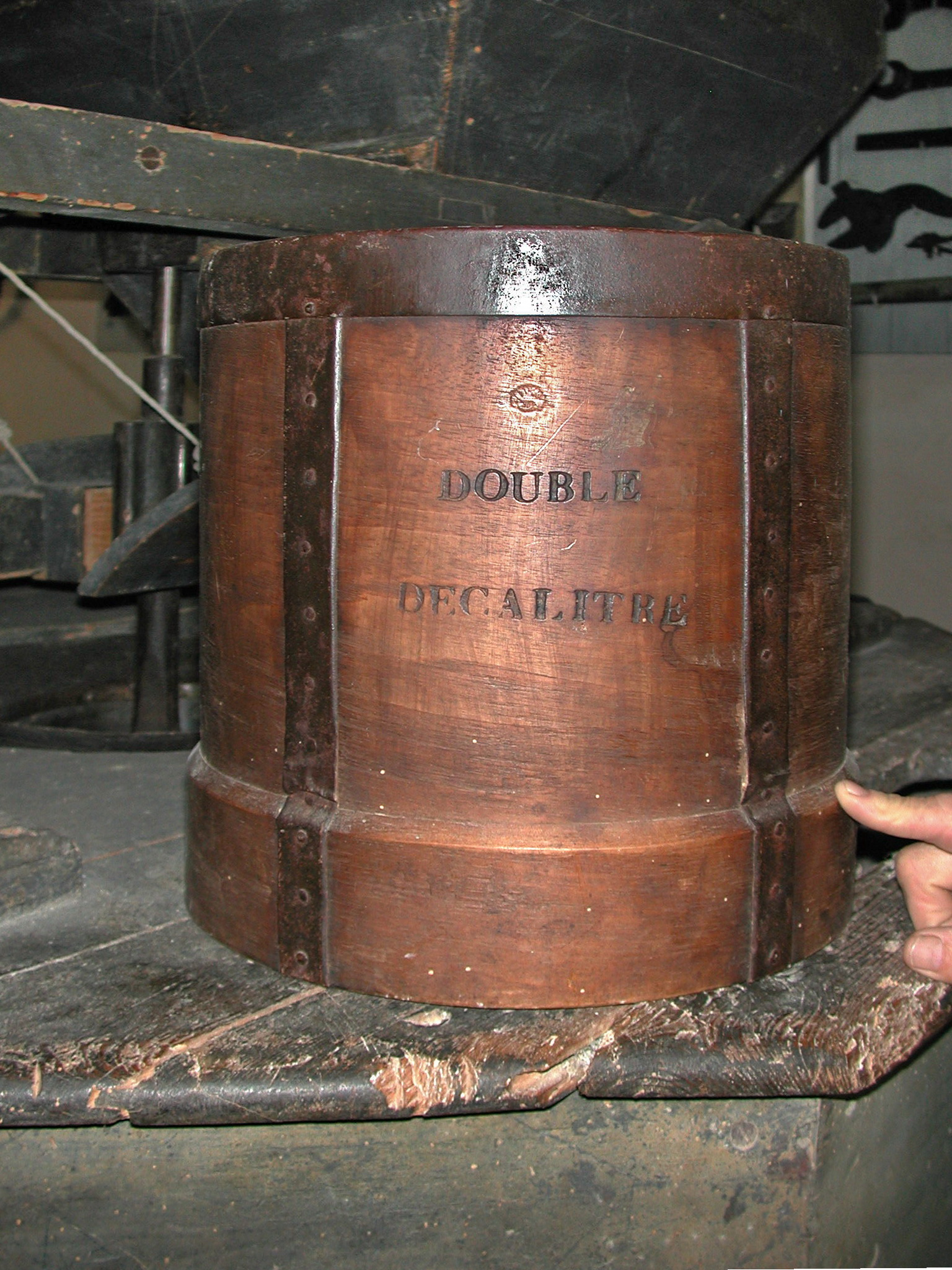
Doble decalitre.

Els dos símbols L i l són reconeguts. En Unicode la « minúscula ℓ arrodonida » (Unicode U+2113, 8467 en decimal) és el caràcter tipogràfic recomanat pel símbol històric, tot i que aquest símbol no té el reconeixement de l'Oficina Internacional de Pesos i Mesures (amb acrònim BIPM en francès). En general es coneix que el símbol d'una unitat no s'ha d'escriure en majúscula si no correspon a un nom propi, com pot ser el cas del newton (N). En aquest sentit hi figura l'anècdota històrica d'establir un personatge fictici per tal de solucionar les irregularitats comeses en reconèixer el símbol en majúscula. El personatge fou anomenat Claude Émile Jean-Baptiste Litre amb una bibliografia original desenvolupada el 1977.
Malgrat el principi de les majúscules només a les unitats de noms propis, els litres eren fàcils de confondre amb la xifra 1 en les escriptures mecanografiades, cosa que va afavorir l'establiment de l'excepció amb aquesta unitat.

## Ús del litre

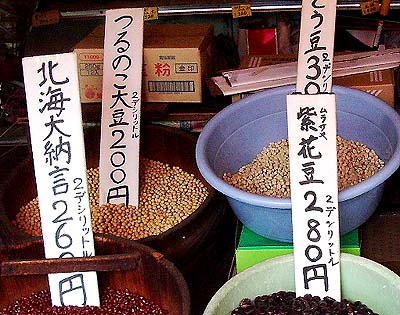
Ús del decilitre (en japonès デシリットル) en una tenda de llegums.

El litre es fa servir normalment per a mesurar quantitats de substàncies i objectes (com fluids, grans o baies) que són mesurats segons la capacitat o quantitat del seu contenidor. El litre és una alternativa a la unitat de metre cúbic del sistema internacional, que sovint es fa servir per mesurar dimensions d'objectes o també del desplaçament en termes de volum. El litre també es fa servir per a expressar alguns càlculs provinents de mesures, com per exemple la densitat (kg/L), permetent fer senzillament la comparació amb la densitat de l'aigua.
Un litre d'aigua té una massa aproximadament a un quilogram quan és mesurada en el punt de densitat màxima, que se situa prop dels 4 graus Celsius. Aquesta equivalència s'aplica de manera similar a tots els múltiples de litres d'aigua per a referir-se a una massa equivalent en quilograms. Tot i això aquesta definició s'abandonà formalment el 1799 degut als canvis de la densitat de l'aigua amb la temperatura i també als canvis, encara que menys acusats, de densitat amb la pressió.

### Equivalències aproximades de mesures de cuina

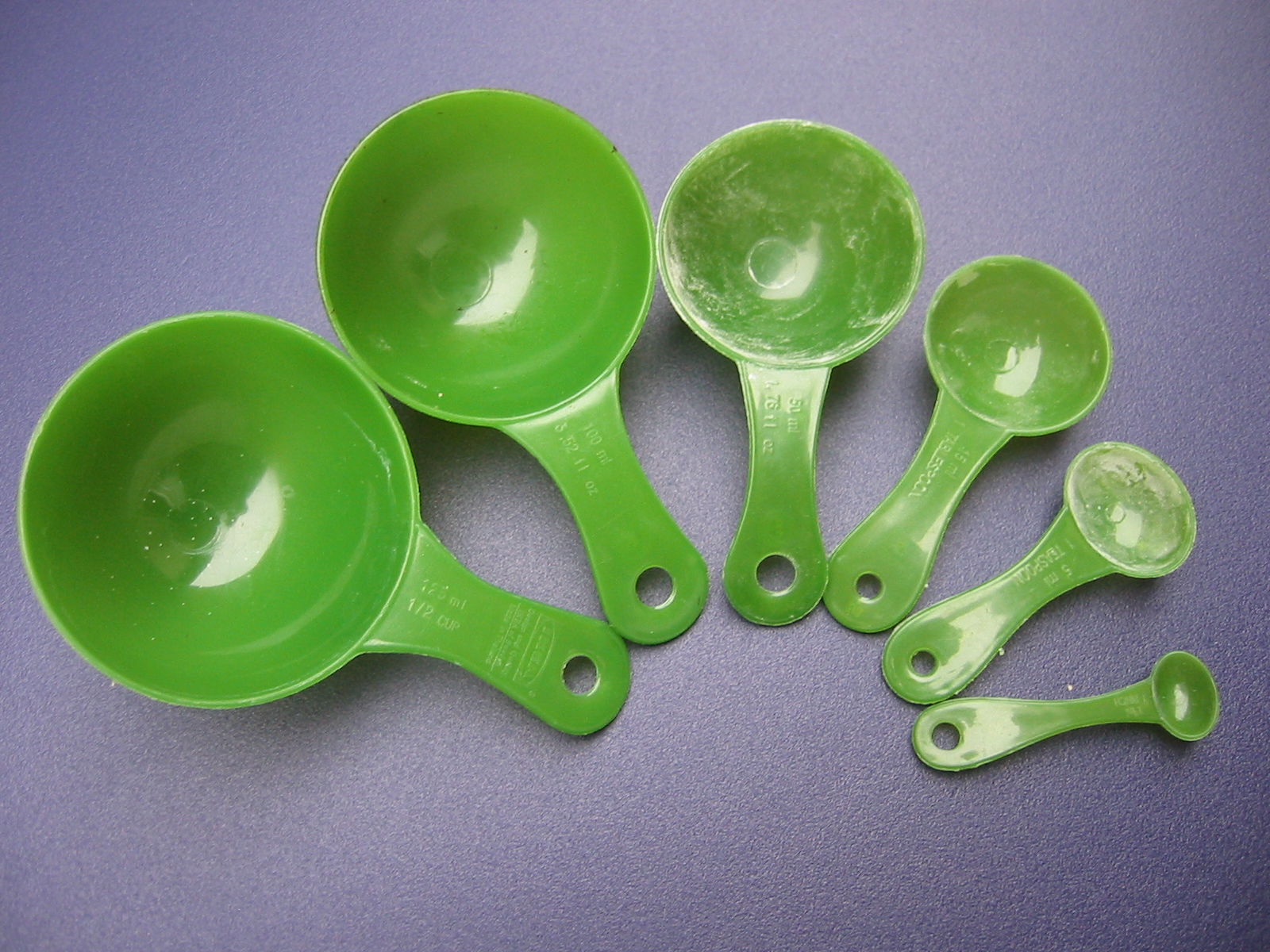
Culleres de mesura en unitats mètriques.

En l'àmbit culinari és habitual fer servir quantitats dosificades de líquids o sòlids en forma granular. La unitat de mesura més estesa a l'hora de treballar amb quantitats d'aquest tipus són els submúltiples del litre. A les receptes de cuina sovint s'utilitzen mesures basades en estris habituals, a continuació hi ha algunes equivalències:
- Una cullereta de cafè: 5 ml
- Una cullereta de postres: 10 ml
- Una cullera sopera: 15 ml
- Un got d'aigua: 250 ml

En alguns països aquestes equivalències són exactes per definició.

### Ús del mil·lilitre en mesures mèdiques

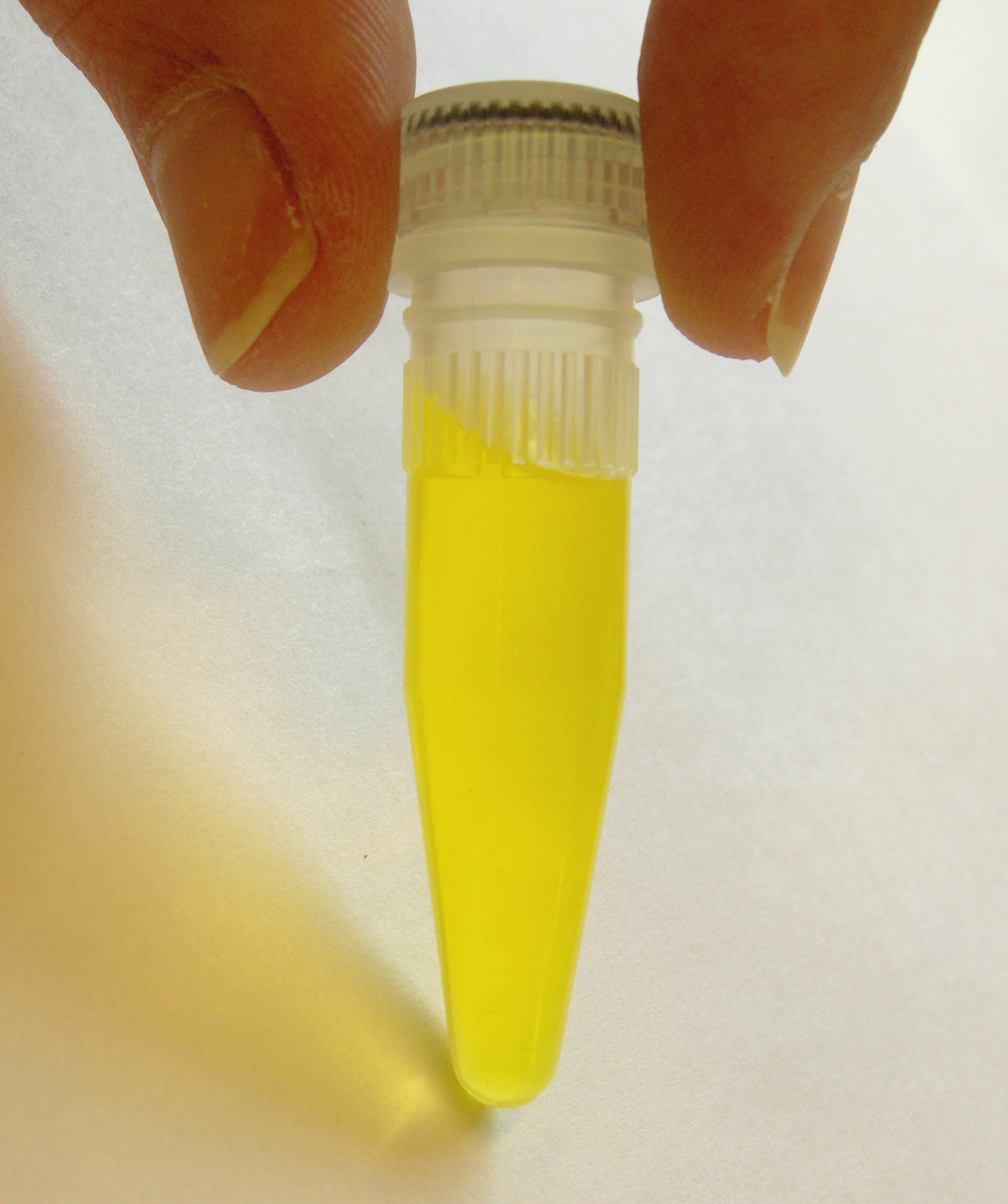
Un mil·lilitre de solució de riboflavina (aproximadament) 0,1 mg/mL en dimetilsulfòxid (DMSO) en un tub de tap de rosca. Els múltiples de litre solen fer-se servir en l'àmbit de la medicina.

L'ús del mil·lilitre (mL) es troba molt estès en l'àmbit de la medicina. En el cas d'aparells mèdics que funcionen amb volums de líquids és una pràctica comuna a molts fabricants la d'indicar els volums en mL en comptes de centímetres cúbics (cc). Aquesta pràctica també afecta els altres àmbits en els quals s'utilitzen mesures volumètriques sobre la base dels aparells disponibles en el mercat.

### Etiquetatge de volums de fluid
En la majoria de begudes i envasos destinats al consumidor final es fan servir etiquetes que denoten entre altres coses la quantitat total de volum continguda al recipient. Les mesures donades en litres poden trobar-se en begudes, productes de neteja, lubricants, etc.

### Utilització del litre per mesurar volums no líquids

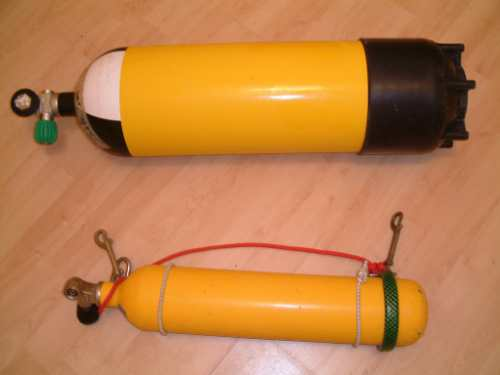
Bombones d'acer de 12 i 3 litres (superior i inferior respectivament) per a l'ús subaquàtic.

Tot i que el més habitual és la utilització del litre per a mesurar volums de líquids (aigua, vi, oli, etc.) també és força comú utilitzar-lo per indicar el volum de:
- Bombones de gas: On se sol donar en litres una mesura de la capacitat del recipient per a contenir el gas, tot i que la quantitat efectiva emmagatzemada depèn en aquest cas de la pressió del gas contingut.
- Motors: A la publicitat es parla de motors de 2 litres, o d'una cursa de motocicletes d'un quart de litre (250 cm³). En aquestes dades es proporciona el volum en litres pel qual es desplacen tots els pistons del motor en el seu recorregut alternatiu (això és: el volum màxim menys el volum mínim que poden adoptar les cambres de combustió).
- Frigorífics: La seva capacitat s'acostuma a expressar en litres, 360 litres de capacitat útil.
- Forn microones: Un forn microones de 20 litres.
- Motxilles: De 25 litres, de 40 litres extensible a 50.

Abans de l'aparició del litre també s'utilitzaven unitats de capacitat per mesurar els àrids (blat, civada, cigrons, olives, etc.) però les antigues mesures, com la quartera, l'almud, la barcella o la faneca que podien variar en funció de la zona o del tipus del producte a mesurar, no es van abandonar per passar a utilitzar el litre sinó el quilogram.

### Consideracions domèstiques

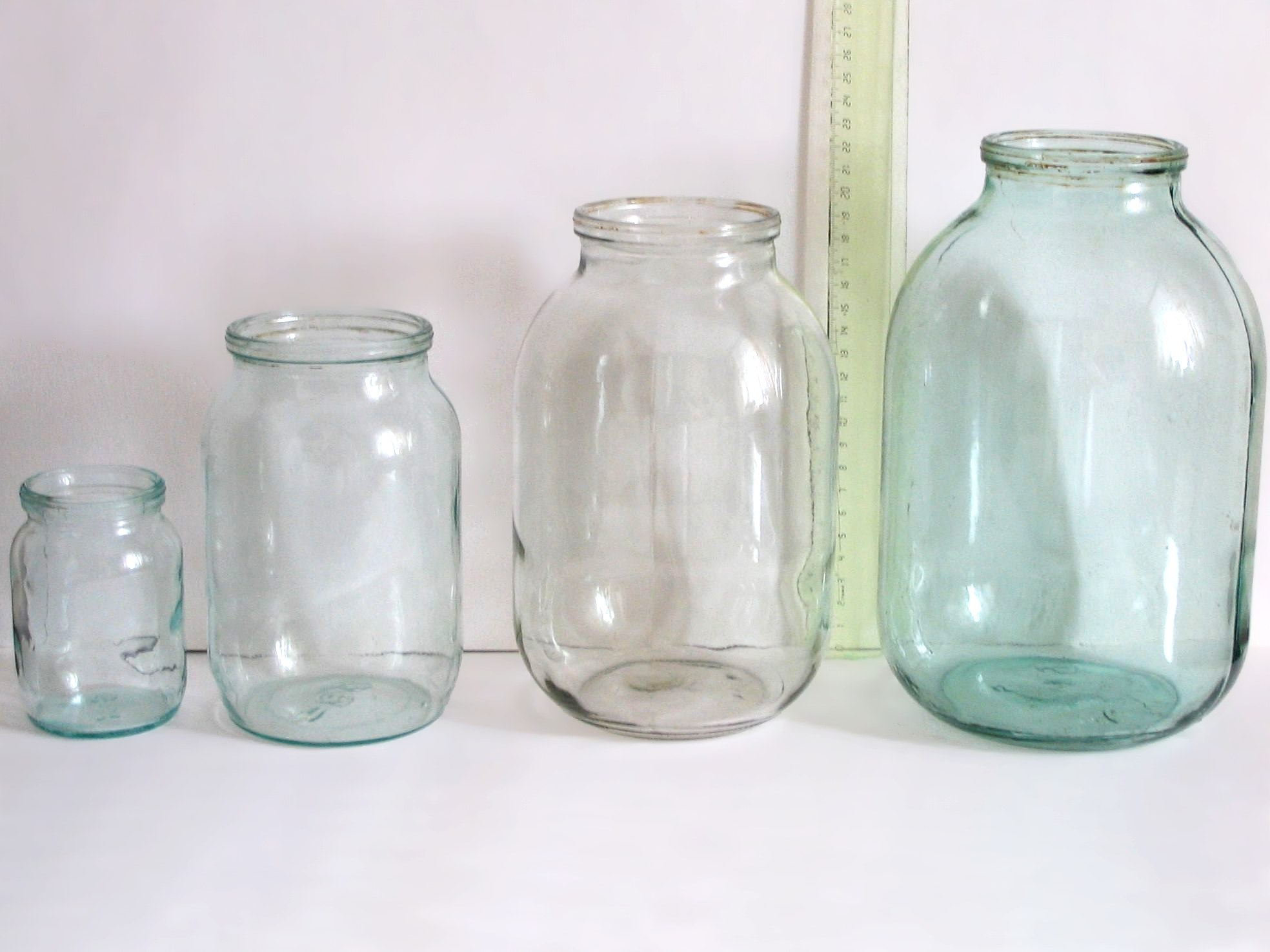
Pots de vidre de diferents capacitats. Els volums són, d'esquerra a dreta, de 250 ml; 1 litre; 2 litres; 3 litres

Contràriament a les opinions generalitzades, 1 l d'aigua de l'aixeta del subministrament d'aigua potable a qualsevol llar (és a dir, a uns 20 °C), no té 1 kg de massa. L'aigua de l'aixeta, incloses certes quantitats de ions inorgànics i altres rastres d'impureses, té una densitat lleugerament menor a l'aigua destil·lada. Les diferències de densitat entre l'aigua destil·lada i l'aigua de l'aixeta poden ser elevades, prop del 2% de diferència. En addició, els canvis en la densitat de l'aigua destil·lada amb la temperatura són de l'ordre del 10%. L'aigua destil·lada a 4 °C té una densitat de 0,999719 kg/l mentre que a 40 °C només té 0,9922175 kg/l.

## Unitats derivades
El litre-atmosfera és una unitat de treball emprada en l'àmbit dels motors tèrmics. És el treball resultant de desplaçar un pistó d'un decímetre quadrat d'àrea recorrent una cursa d'1 dm de distància, treballant contra una pressió d'una atmosfera. És equivalent a 101,3 J.